# WTVD-Sendemast
Der WTVD-Sendemast ist ein 607,8 Meter hoher Sendemast für UKW und TV zwischen Garner und Clayton in der Nähe von Auburn, North Carolina, USA. Der WTVD-Sendemast wurde 1978 errichtet. In der Nachbarschaft des WTVD-Sendemasten befinden sich der WRAL-Sendemast und der WNCN-Sendemast.